# Funiculaire de Mergellina
Le Funiculaire de Mergellina (en italien: Funicolare di Mergellina), est un funiculaire faisant partie du système de transport public de la ville de Naples, en Italie. Inauguré en 1931, le funiculaire de Mergellina Funiculaire est le quatrième et le plus récent des funiculaires de Naples.
Le funiculaire comporte cinq stations: Manzoni, Parco Angelina, San Gioacchino, San Antonio, et Mergellina. Contrairement aux trois autres lignes de funiculaire napolitaines, qui atteignent toutes Vanvitelli, la ligne de Mergellina est située plus loin au nord-ouest, et court en amont de la marina à Mergellina Sanazzarro jusqu'à Manzoni, où la Ligne 6 du Métro de Naples peut être atteinte après une courte marche.

## Histoire
Le Funiculaire de Mergellini a été le plus récemment construit des quatre funiculaires de Naples. Au début du 20e siècle, l'expansion urbaine a commencé à voir Naples s'étendre vers l'extérieur, notamment vers les collines du nord-ouest, et de nouveaux quartiers résidentiels ont été construits sur la colline Posillipo. Afin de faciliter l'accès dans la zone, la construction du Funiculaire de Mergellina a débuté à la fin des années 1920, et a été mis en service le 24 mai 1931.
La ligne n'a pas connu les retards ou les problèmes des trois autres, étant immédiatement opérationnelle, en continuant à fonctionner sans problème pendant la Seconde Guerre mondiale, et une grande partie de l'immédiat après-guerre. Ce n'est qu'au début des années 1980 que la ligne a commencé à rencontrer des problèmes, avec l'âge et l'usage constant des moteurs et des voitures qui commençait à se faire sentir, et la ligne a connu des perturbations de service. Alors que la ligne était populaire, elle ne générait cependant pas assez de revenus permettant sa rénovation pourtant nécessaire, et ses opérateurs en ont transféré la gestion aux autorités régionales.
Les travaux de modernisation ont débuté en mai 1985, avec de nouveaux composants électroniques et mécaniques, des opérations et des contrôles, et des systèmes de sécurité installés. Les travaux se déroulèrent sans problèmes, et la ligne de Mergellina a été rouverte au public le 16 janvier 1986, après seulement sept mois de fermeture. La ligne a de nouveau été brièvement fermée entre mai 1989 et mars 1990 pour une refonte du rail et des systèmes de traction, rouverte à temps pour permettre à Naples de jouer un rôle en tant que ville hôte lors de la Coupe du Monde de football 1990.
Comme avec les trois autres lignes, ANM a été remplacé comme opérateur le 1er février 2001 par Metronapoli, qui a commencé un processus d'intégration des divers éléments du transport ferroviaire au sein de Naples, créant de meilleurs liens et connexions. ANM a remplacé Metronapoli en novembre 2013, qui est redevenu l'opérateur du Funiculaire de Mergellina.

## Capacité
La ligne Mergellina transporte 250 000 passagers par an, avec une moyenne de 3 200 passagers les jours ouvrables, et 2 000 les week-ends et jours fériés, ce qui en fait la moins utilisée des quatre lignes de funiculaire de Naples. De haut en bas, la ligne mesure 570 mètres de long, et monte à une altitude de 147 mètres, à une pente moyenne de 16%, même si une section grimpe à 46%. Le parcours dure sept minutes. Chaque train peut transporter 60 passagers à la fois, permettant une capacité totale de 480 passagers par heure dans chaque direction.

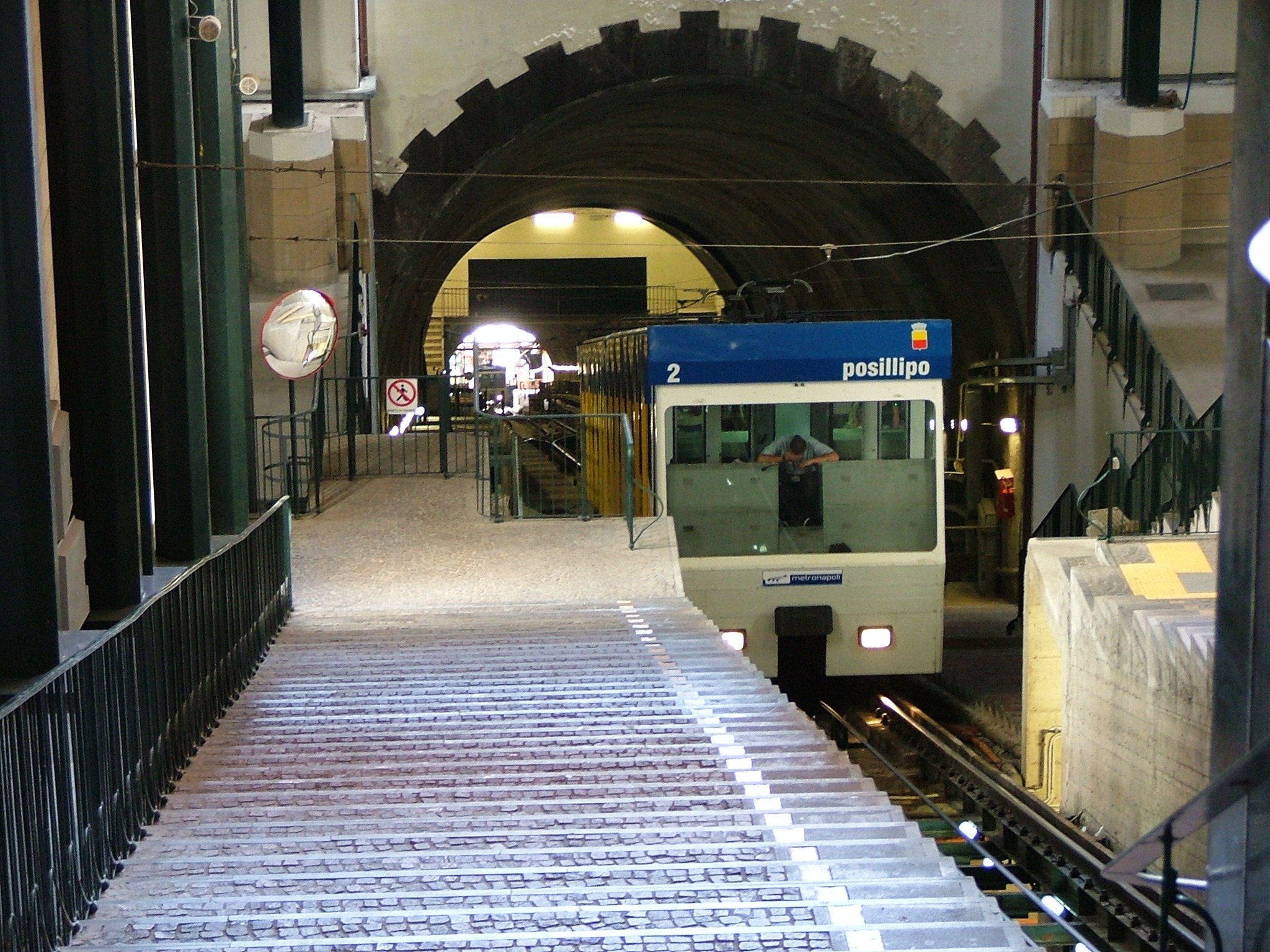
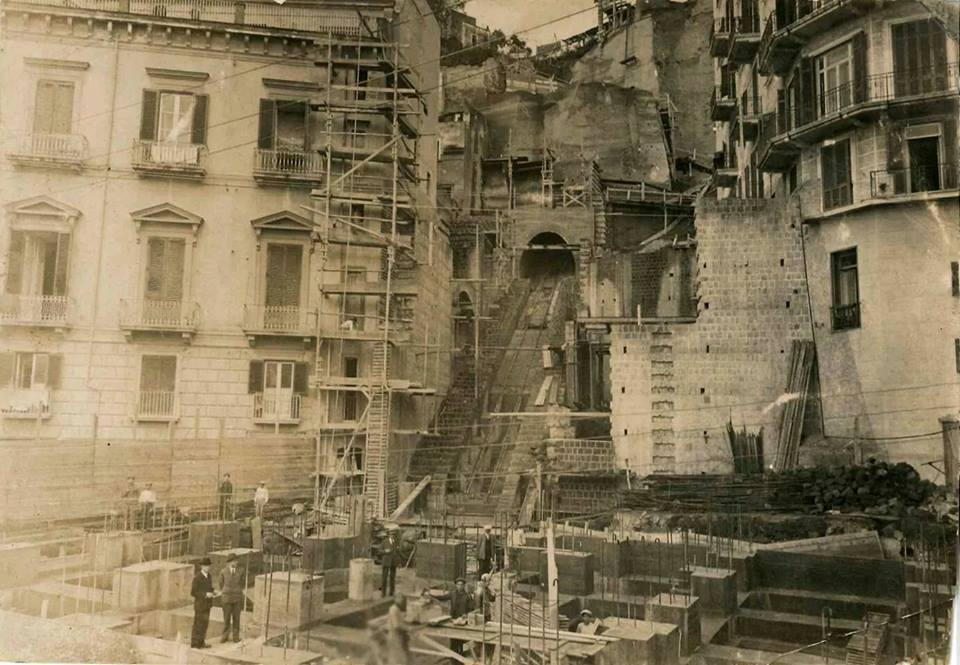
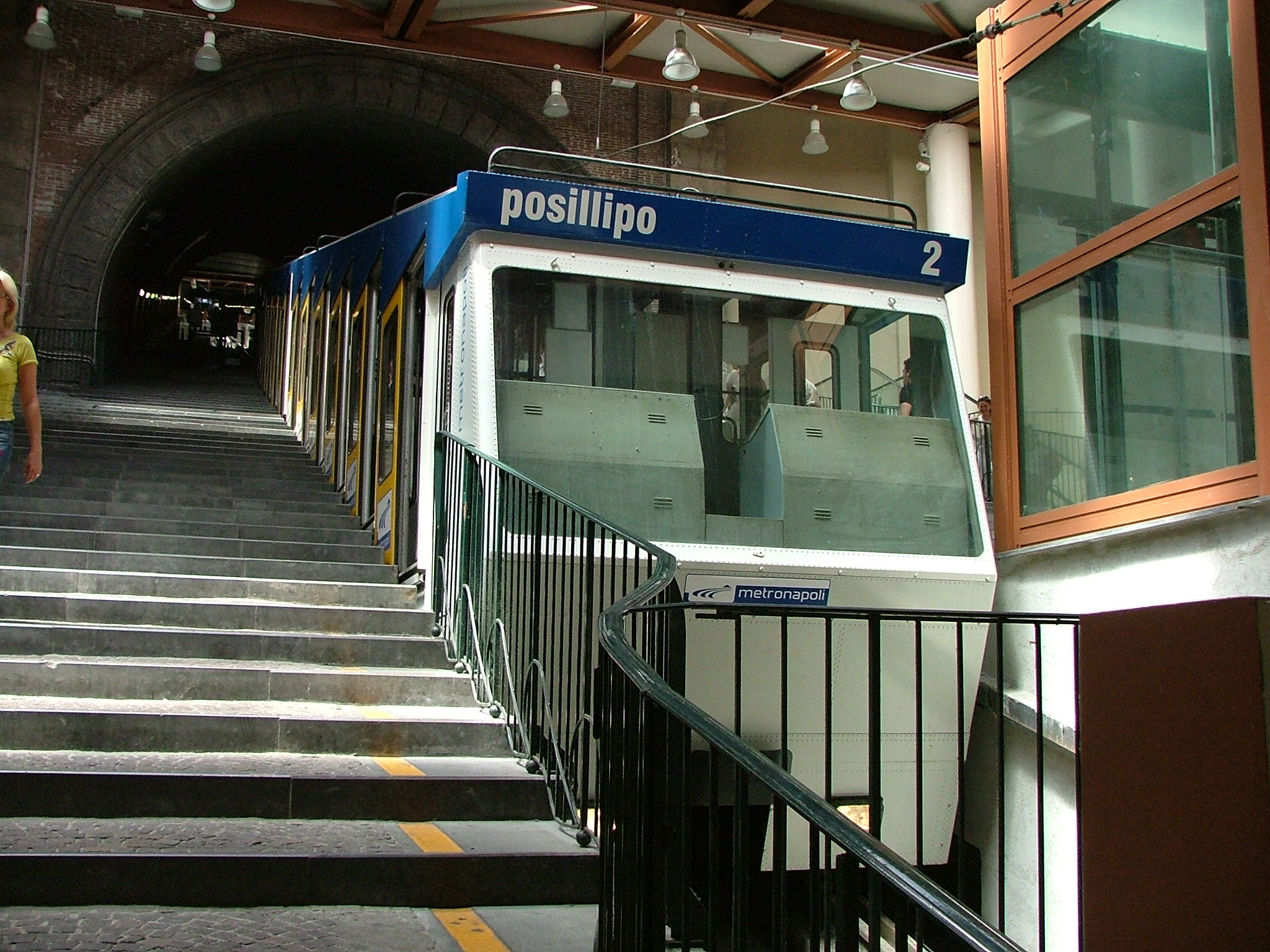
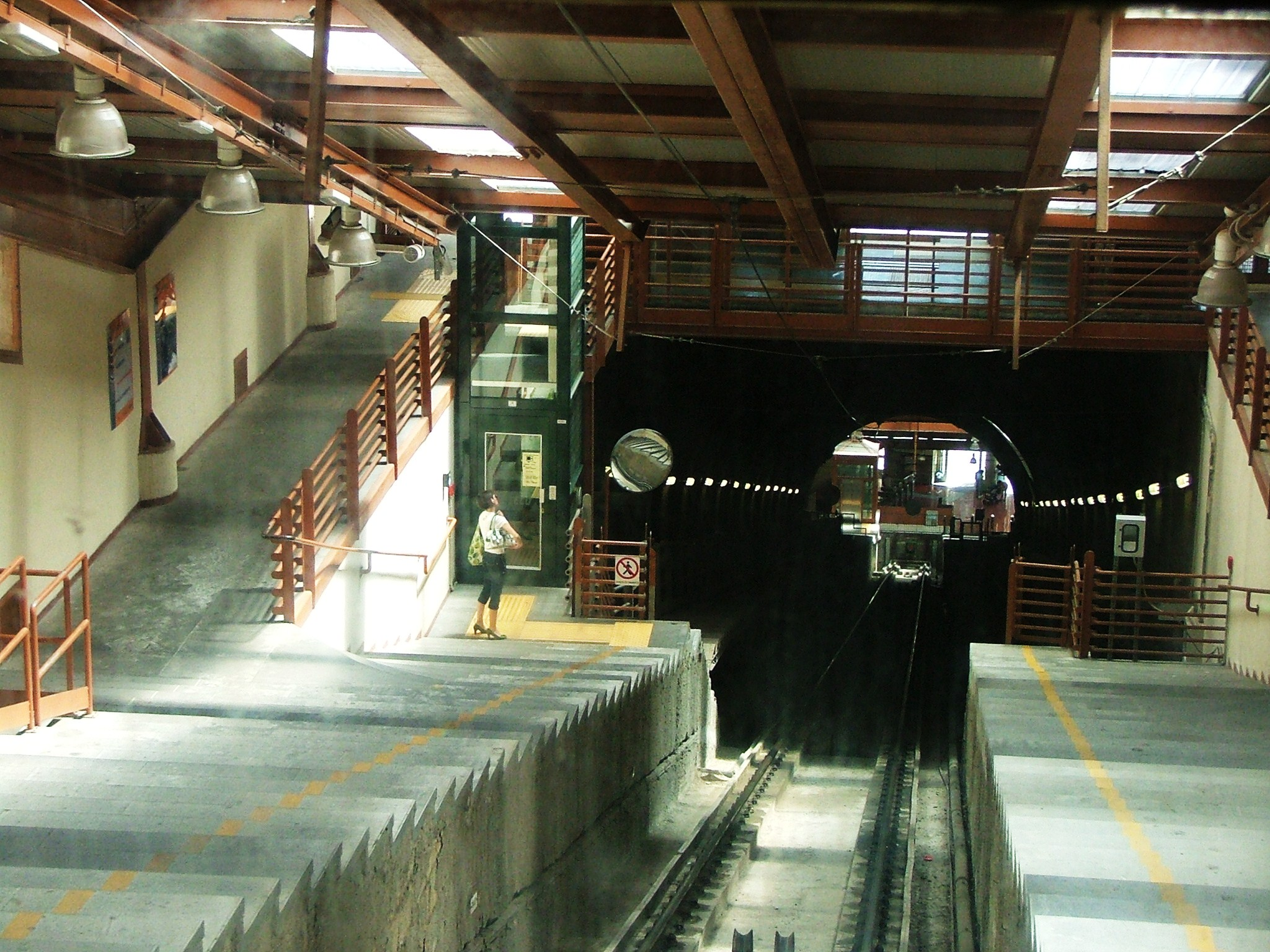

## Stations
| - Manzoni - Parco Angelina - San Gioacchino - San Antonio - Mergellina |